# Gustavo Rodella
Gustavo Rodella (Roma, 15 agosto 1891 – 1937) è stato un incisore e acquerellista italiano.

## Biografia
Gustavo Rodella era figlio di Ottavio, pittore specializzato in soggetti militari, e di Angela Canonica. Dopo il fallimento della società editrice, per cui lavorava il padre, tutta la famiglia si spostò a Milano, dove Gustavo si iscrisse e si diplomò all'Accademia di Brera. Gustavo Rodella si trasferì a Roma nel 1912 e aprì uno studio in via Margutta.
Nel 1913 esordì a una mostra dell'Associazione Amatori e Cultori di belle arti e nel 1929 ottenne la cattedra di Tecniche dell'incisione all'Accademia di Belle Arti di Roma. Utilizzava varie tipologie incisorie: la xilografia, l'acquaforte, l'acquatinta, la vernice molle, la puntasecca e la litografia. Fu uno dei 25 fondatori del Gruppo Romano Incisori Artisti (Gria), costituito a palazzo Venezia, a Roma, per iniziativa di Federico Hermanin. Realizzò all'acquarello figurini e ammiccanti signorine; incise vedute romane ad acquaforte o ad acquatinta, come la Chiesa di San Carlo alle Quattro Fontane. Ha disegnato copertine per il "Giornalino della Domenica". Un'altra sua incisione, popolaresca, rappresenta i preparativi per una esecuzione del boia romano Mastro Titta, a Piazza del Popolo. Incisione di taglio verista è Le Gerle, del 1909; un'acquatinta di gusto simbolista è L'Albero di villa d'Este, del 1932. Prese parte a circa settanta esposizioni, tra cui la mostra Coloniale di Roma, le mostre del Bianco e Nero di Milano e di Firenze, l'Esposizione d'Arte Figurativa di Torino e mostre a New York, a Buenos Aires e a Los Angeles nel 1923, a Chicago nel 1931, a Bordeaux nel 1932, a Varsavia e a Vienna nel 1933, a Monaco di Baviera nel 1934. Sua allieva è stata Valeria Vecchia.
Una serie di 32 lastre, incise con differenti tecniche, è stata donata nel 1973 dalla sorella dell'artista Rosalia Rondella Vichi all'Istituto Nazionale per la Grafica, che allora si chiamava Calcografia Nazionale ed era diretta da Carlo Bertelli.

### Opere
- La modella, 1920, acquarello e biacca
- L'albero di Villa d'Este, 1932, acquatinta su rame
- Nellina
- Ragazza sulla sedia
- La passeggiatrice
- L'aratro
- Viandanti